# Goretti Kyomuhendo
Goretti Kyomuhendo, née le 1er août 1965, est une romancière ougandaise, écrivant en langue anglaise, qui a participé également à la création et au développement d'une maison d'édition, Femrite, en Ouganda, et d'associations fédérant les écrivains africains.

## Origines et formation
Elle grandit dans une région rurale ougandaise, à Hoima. À 10 ans, elle découvre le plaisir de la lecture, grâce à l'implantation d'une bibliothèque, localement. Les premiers ouvrages auxquels elle accède sont des auteurs anglo-saxons occidentaux. À 12 ans, elle découvre l’œuvre de l'écrivain nigérian Chinua Achebe, Things Fall Apart [ Le monde s'effondre ], qui évoque l'Afrique, et elle lui écrit une lettre pour connaître ses autres créations. Elle effectue des études commerciales à Kampala, à la Makerere University Business School.

## Carrière littéraire
Son premier roman, The First Daughter [La première fille], publié en 1996, est bien reçu en Ouganda et, au-delà, en  Afrique de l'Est. Consacré à la vie difficile d'une jeune fille ougandaise, en milieu rural puis urbain, il est dédié à sa grand-mère qui l'a nourri, durant son enfance, de toute une tradition orale de contes et légendes, à sa famille et à son village. Son second roman, Secrets No More [Plus de secrets], publié en 1999, est récompensé du National Book Trust of Uganda Award cette même année 1999. Ce roman aborde le génocide rwandais  de 1994. Le massacre d'une famille rwandaise par des miliciens hutus, et la fuite d'une jeune fille tutsie vers l'Ouganda, où la vie n'est pas toujours facile pour une réfugiée. Mais cette violence politique n'est pas le seul thème à pouvoir surprendre les lecteurs qui peuvent être choqués par des scènes érotiques. Goretti Kyomuhendo y décrit de façon directe aussi bien le viol de son héroïne que sa découverte ultérieure du plaisir,.
Whispers from Vera [Les chuchotements de Vera], publié en 2002, décrit la tension entre tradition et modernité pour les femmes ougandaises. L'écriture est plus légère. Une femme se confie, et nous parle avec humour de sa vie, du mariage, du sexe, de la maternité, de l'accouchement, de l'adultère, etc.
Waiting: A Novel of Uganda's Hidden War [En attendant : un roman sur le conflit larvé en Ouganda], paru en 2007, bénéficie d'une reconnaissance internationale. Publishers Weekly le décrit  comme une «observation sensible, démêlant lentement  la vie quotidienne dans un village en Ouganda, alors que des soldats en maraude d'Idi Amin Dada s'en approchent». L’œuvre se situe en effet durant la dictature d'Idi Amin Dada, dans les années 1970, y compris la période de tension pendant laquelle les troupes tanzaniennes ont soutenu militairement les opposants à ce régime, et la chute de ce régime. Plusieurs revues et sites font un accueil favorable à cette chronique, racontée par une jeune fille amenée à grandir plus vite que son âge, tels le site BookLoons, la revue littéraire américaine Kirkus Reviews, le site panafricain Pambazuka News, ou l'hebdomadaire sud-africain Mail & Guardian Online.
Elle écrit plusieurs œuvres de fiction pour enfants. Son premier roman graphique Sara and the Boy Soldier, publié en 2001, est écrit avec les équipes de l'UNICEF et est consacré aux enfants soldats en Afrique. Il a reçu un accueil plus mitigé.

## Création de la maison d'édition Femrite
À la suite des difficultés qu'elle a rencontrées à trouver un éditeur en Ouganda, et aux mauvais souvenirs qu'elle en a gardé, obligée sur son premier roman d'avancer des fonds et de renoncer à ses droits d'auteur, elle cofonde en 1997, avec plusieurs auteures dont Mary Karooro Okurut, Ayeta Anne Wangusa, Susan Kiguli, Lillian Tindyebwa (en), Judith Kakonge, Margaret Kyomuhendo, Philo Rwabukuku, Rosemary Kyarimpa, ou encore Hilda Twongyeirwe, une maison d'édition et association d'entraide, Femrite. De 1997 à 2007, elle joue un rôle de coordinatrice au sein de Femrite, encourageant chaque membre dans ses créations,  tout en continuant elle-même à écrire, .
En parallèle, elle reprend des études littéraires, obtenant en 2003 un Baccalauréat (bachelor) universitaire ès lettres à l'université du Natal, à Durban, en Afrique du Sud, puis une Maîtrise universitaire ès lettres (Master's of Arts) en 2005, en écriture créative, à la même université devenue l'université du KwaZulu-Natal.

## Création de l'African Writers Trust
En 2009, elle crée l'African Writers Trust, animée par la volonté de « coordonner et rassembler les écrivains africains de la diaspora et les écrivains du continent, pour promouvoir le partage des compétences et d'autres ressources, et pour favoriser les échanges entre les deux groupes. »,. Elle organise des conférences, et regroupe dans un conseil consultatif :  Aminatta Forna, Zakes Mda, Susan Nalugwa Kiguli, Mildred Barya, Helon Habila, et Ayeta Anne Wangusa,.

## Principales publications

### Romans
- The First Daughter, Fountain Pub Ltd, 1996, 114 p. (ISBN 978-9970-02-119-2)
- Secrets No More, Femrite Publications Ltd, 1999, 168 p. (ISBN 978-9970-9010-5-0)
- Whispers from Vera, Monitor Publications Limited, 2002
- Waiting : A Novel of Uganda's Hidden War, New York: The Feminist Press, 2007, 134 p. (ISBN 978-1-55861-539-7)

### Ouvrages pour enfants et adolescents
- Sara and the Boy Soldier, Maskew Miller Longman, South Africa, 2001 (ISBN 978-0-636-04815-7)
- Justus Saves His Uncle, Macmillan Publishers, Grande-Bretagne, 2008 (ISBN 978-0-230-53319-6)
- A Chance to Survive, Macmillan Publishers, Grande-Bretagne, 2008 (ISBN 978-0-230-53312-7)